# JULIE VI ある青春
『JULIE VI ある青春』（ジュリー・シックス あるせいしゅん）は、日本の歌手である沢田研二の4作目となるオリジナル・アルバム。
1973年8月21日にポリドール （現ユニバーサルミュージック）からLP盤でリリースされた。
その後CD化され、1991年と1996年に東芝EMIから、また2005年にはユニバーサルミュージックから再リリースされている。

## 解説
本作は『JULIE II』同様、全編ロンドンレコーディングの作品である。演奏はロンドン・オリンピック・スタジオ・オーケストラが担当しており、編曲も現地のミュージシャンが担当している。作曲には森田公一が初めて参加した。なお本作に収められた楽曲の中で「気になるお前」は、現在に至るまでステージで歌われる機会が多い楽曲である。
加瀬邦彦が国際電話で現地のスタッフとアレンジの打ち合わせをしたという。
クレジットによると、わずか4日間でレコーディングされた（1973年5月17日から同21日まで）。
また、このアルバムの購入特典として用意されたポスターは、後にテレビドラマ『寺内貫太郎一家』の中で、重要な小道具として使用されることとなる。

## 収録曲
1. 朝焼けへの道
作詞：山上路夫／作曲：森田公一／編曲：B.Ebbinghouse
2. 胸いっぱいの悲しみ
作詞：安井かずみ／作曲：加瀬邦彦／編曲：H.Robinson
3. 二人の肖像
作詞：安井かずみ／作曲：加瀬邦彦／編曲：B.Ebbinghouse
4. 居酒屋ブルース
作詞：安井かずみ／作曲：加瀬邦彦／編曲：H.Robinson
5. 悲しき船乗り
作詞：山上路夫／作曲：森田公一／編曲：H.Robinson
6. 船はインドへ
作詞：安井かずみ／作曲：加瀬邦彦／編曲:H.Robinson
7. 気になるお前
作詞：安井かずみ／作曲：加瀬邦彦／編曲：H.Robinson
「胸いっぱいの悲しみ」のB面曲。
8. 夕映えの海
作詞：山上路夫／作曲：森田公一／編曲：H.Robinson
9. よみがえる愛
作詞：山上路夫／作曲：森田公一／編曲：B.Ebbinghouse
10. 夜の翼
作詞：安井かずみ／作曲：加瀬邦彦／編曲：B.Ebbinghous
11. ある青春
作詞：山上路夫／作曲：森田公一／編曲：B.Ebbinghous
12. ララバイ・フォー・ユー
作詞：山上路夫／作曲：森田公一／編曲：B.Ebbinghous